# Maurice aux Jeux olympiques d'été de 2000
Maurice a participé aux Jeux olympiques d'été de 2000 à Sydney mais n'a remporté aucune médaille.

## Nombre d'athlètes qualifiés par sport
Voici la liste des qualifiés et sélectionnés Mauricien par sport (remplaçants compris) :
| Sport      | Hommes | Femmes | Total |
| ---------- | ------ | ------ | ----- |
| Athlétisme | 5      | 1      | 6     |
| Badminton  | 3      | 2      | 5     |
| Boxe       | 3      | 0      | 3     |

## Liste des médaillés Mauriciens
Aucun athlète Mauricien ne remporte de médaille durant ces JO.

## Athlétisme

### Hommes
| Athlète                                                           | Épreuve          | Séries  | Séries | Quarts de finale | Quarts de finale | Demi-finales | Demi-finales | Finale  | Finale  |
| Athlète                                                           | Épreuve          | Temps   | Rang   | Temps            | Rang             | Temps        | Rang         | Temps   | Rang    |
| ----------------------------------------------------------------- | ---------------- | ------- | ------ | ---------------- | ---------------- | ------------ | ------------ | ------- | ------- |
| Stéphane Buckland                                                 | 100 m            | 10 s 35 | 1er    | 10 s 26          | 4e               | Éliminé      | Éliminé      | Éliminé | Éliminé |
| Stéphane Buckland                                                 | 200 m            | 20 s 81 | 2e     | 20 s 53          | 4e               | 20 s 56      | 6e           | Eliminé | Eliminé |
| Éric Milazar                                                      | 400 m            | 45 s 66 | 4e     | 45 s 52          | 5e               | Eliminé      | Eliminé      | Eliminé | Eliminé |
| Jonathan Chimier Éric Milazar Stéphane Buckland Fernando Augustin | Relais 4 × 100 m | 39 s 55 | 5e     | Eliminé          | Eliminé          | Eliminé      | Eliminé      | Eliminé | Eliminé |

| Athlète          | Épreuve          | Qualification | Qualification | Finale      | Finale  |
| Athlète          | Épreuve          | Performance   | Rang          | Performance | Rang    |
| ---------------- | ---------------- | ------------- | ------------- | ----------- | ------- |
| Arnaud Casquette | Saut en longueur | 7,57 m        | 35e           | Eliminé     | Eliminé |

### Femmes
| Athlète           | Épreuve           | Qualification | Qualification | Finale      | Finale  |
| Athlète           | Épreuve           | Performance   | Rang          | Performance | Rang    |
| ----------------- | ----------------- | ------------- | ------------- | ----------- | ------- |
| Caroline Fournier | Lancer du marteau | 56,18 m       | 25e           | Eliminé     | Eliminé |

## Badminton

### Hommes
| Athlète                           | Compétition   | 1/32 de finale   | 1/16 de finale              | 1/8 de finale    | Quarts de finale | Demi-finales     | Finale           | Finale 3eplace   | Rang    |
| Athlète                           | Compétition   | Adversaire Score | Adversaire Score            | Adversaire Score | Adversaire Score | Adversaire Score | Adversaire Score | Adversaire Score | Rang    |
| --------------------------------- | ------------- | ---------------- | --------------------------- | ---------------- | ---------------- | ---------------- | ---------------- | ---------------- | ------- |
| Denis Constantin                  | Simple hommes | Non disputé      | Défaite Gade 0-2            | Eliminé          | Eliminé          | Eliminé          | Eliminé          | Eliminé          | Eliminé |
| Denis Constantin Edouard Clarisse | Double hommes | Non disputé      | Défaite Grande-Bretagne 0-2 | Eliminé          | Eliminé          | Eliminé          | Eliminé          | Eliminé          | Eliminé |

### Femmes
| Athlète                                    | Compétition  | 1/32 de finale   | 1/16 de finale    | 1/8 de finale    | Quarts de finale | Demi-finales     | Finale           | Finale 3eplace   | Rang    |
| Athlète                                    | Compétition  | Adversaire Score | Adversaire Score  | Adversaire Score | Adversaire Score | Adversaire Score | Adversaire Score | Adversaire Score | Rang    |
| ------------------------------------------ | ------------ | ---------------- | ----------------- | ---------------- | ---------------- | ---------------- | ---------------- | ---------------- | ------- |
| Amrita Sawaram                             | Simple dames | Défaite Mann 0-2 | Eliminé           | Eliminé          | Eliminé          | Eliminé          | Eliminé          | Eliminé          | Eliminé |
| Amrita Sawaram Marie-Héléne Valérie-Pierre | Double dames | Non disputé      | Défaite Japon 0-2 | Eliminé          | Eliminé          | Eliminé          | Eliminé          | Eliminé          | Eliminé |

### Mixtes
| Athlète                                      | Compétition  | 1/32 de finale   | 1/16 de finale     | 1/8 de finale    | Quarts de finale | Demi-finales     | Finale           | Finale 3eplace   | Rang    |
| Athlète                                      | Compétition  | Adversaire Score | Adversaire Score   | Adversaire Score | Adversaire Score | Adversaire Score | Adversaire Score | Adversaire Score | Rang    |
| -------------------------------------------- | ------------ | ---------------- | ------------------ | ---------------- | ---------------- | ---------------- | ---------------- | ---------------- | ------- |
| Marie-Héléne Valérie-Pierre Stephan Beeharry | Double mixte | Non disputé      | Défaite Canada 0-2 | Eliminé          | Eliminé          | Eliminé          | Eliminé          | Eliminé          | Eliminé |

## Boxe

### Hommes
| Athlète          | Catégorie          | 16e de finale          | 8e de finale        | Quart de finale     | Demi-finale         | Finale              |
| Athlète          | Catégorie          | Adversaire Résultat    | Adversaire Résultat | Adversaire Résultat | Adversaire Résultat | Adversaire Résultat |
| ---------------- | ------------------ | ---------------------- | ------------------- | ------------------- | ------------------- | ------------------- |
| Riaz Durgahed    | Poids coqs         | Défaite Venezuela 4-16 | Eliminé             | Eliminé             | Eliminé             | Eliminé             |
| Giovanni Frontin | Poids légers       | Défaite Colombie 9-10  | Eliminé             | Eliminé             | Eliminé             | Eliminé             |
| Michael Macaque  | Poids super-lourds | Défaite Canada 14-21   | Eliminé             | Eliminé             | Eliminé             | Eliminé             |